# Echinorhyncha
Echinorhyncha – rodzaj roślin z rodziny storczykowatych (Orchidaceae). Obejmuje 5 gatunków występujących w Ameryce Południowej w Kolumbii i Ekwadorze.

## Systematyka
Rodzaj sklasyfikowany do podplemienia Zygopetalinae w plemieniu Cymbidieae, podrodzina epidendronowe (Epidendroideae), rodzina storczykowate (Orchidaceae), rząd szparagowce (Asparagales) w obrębie roślin jednoliściennych.
Wykaz gatunków
- Echinorhyncha antonii (P.Ortiz) Dressler
- Echinorhyncha ecuadorensis (Dodson) Dressler
- Echinorhyncha litensis (Dodson) Dressler
- Echinorhyncha manzurii (P.Ortiz) P.A.Harding & Manzur
- Echinorhyncha vollesii (G.Gerlach, Neudecker & Seeger) Dressler